# As it happens…
As it happens... is een livealbum van Gordon Giltrap. Het is de registratie van een concert dat de Britse gitarist gaf in het Dorchester Arts Centre (voormalig schoolgebouw) op 27 januari 2007. Hij speelde voornamelijk eigen werk en vulde het aan met af en toe een praatje. Het werd eerst uitgegeven als een privé-uitgave maar in 2009 volgde een wereldwijde release op Voiceprint Records.

## Muziek
| Nr. | Titel | Duur  |
| --- | --- | ----- |
| 1.  | Maddie goes west (Giltrap)                                                                                           | 3:30  |
| 2.  | Appalachian dreaming (Giltrap)                                                                                       | 6;10  |
| 3.  | 5 dollar guitar (Giltrap)                                                                                            | 3:04  |
| 4.  | God Save the Queen/Smoke on the Water (traditional/Ian Gillan, Roger Glover, Jon Lord, Ritchie Blackmore, Ian Paice) | 4:46  |
| 5.  | Here Comes the Sun (George Harrison)                                                                                 | 5:37  |
| 6.  | Isabella’s wedding (Giltrap)                                                                                         | 5:41  |
| 7.  | At Giltraps’bar (Giltrap)                                                                                            | 2:28  |
| 8.  | The dodo’s dream (Giltrap)                                                                                           | 12:10 |
| 9.  | Rainbow kites (Giltrap)                                                                                              | 4:50  |

| Nr. | Titel                                                                                 | Duur  |
| --- | ------------------------------------------------------------------------------------- | ----- |
| 1.  | Tears of joy (Giltrap)                                                                | 8:15  |
| 2.  | Rain in the doorway (Giltrap)                                                         | 3:46  |
| 3.  | Summer holiday/A misunderstood man (Brian Bennett, Bruce Welch/John Farrar, Tim Rice) | 5:31  |
| 4.  | Sallie’song (Giltrap)                                                                 | 3:25  |
| 5.  | The lord’s seat (Giltrap)                                                             | 6:05  |
| 6.  | Mrs. Singer’s waltz (Giltrap)                                                         | 3:22  |
| 7.  | A Dublin day (Giltrap)                                                                | 7:28  |
| 8.  | Simply Margaret (Giltrap)                                                             | 5:25  |
| 9.  | Heartsong (Giltrap)                                                                   | 9:56  |
| 10. | Lucifer’s cage (Giltrap)                                                              | 10:52 |
| 11. | The dodo’s dream (als verzoeknummer) (Giltrap)                                        | 10:18 |

Heartsong omschreef hij als een medley van zijn grootste hits; hij had er slechts één.